# The Mighty Quest for Epic Loot
The Mighty Quest for Epic Loot est un jeu vidéo de type action-RPG édité par Ubisoft et développé par Ubisoft Montréal sorti sur Windows. Disponible depuis le 25 février 2014 en téléchargement, il s'agit d'un jeu d'action et de stratégie mêlant deux phases de jeu différentes. Le jeu n'est cependant plus disponible sur PC depuis le 25 octobre 2016 après sa fermeture par Ubisoft.
Le jeu revient sur iOS et Android en 2017.

## Système de jeu
Le rôle du joueur est de piller un maximum de donjons tout en défendant le sien. Ce qui mêle une phase de stratégie où le joueur place des pièges, des monstres à travers son château à une phase de jeu orienté en mode action où il attaque dans des séquences typiques des hack'n slash en éliminant chaque ennemi et en évitant chaque piège. Il doit gérer son château en améliorant certaines constructions afin d'augmenter ses capacités.

## Personnages
Il existe quatre héros différents :
- Le Chevalier se bat avec son épée ; possède différentes capacités au corps à corps ;
- L'Archer se bat avec son arbalète ; il est accompagné de son faucon lui offrant des aptitudes ;
- Le Mage est un personnage utilisant sa baguette pour lancer divers sorts ;
- La Fugitive est le seul héros payant en gemmes.

Il est également possible de personnaliser les armes et la tenue des personnages.

## Critique
Le jeu reçut des critiques mitigées dû à la difficulté du jeu de renouveler son gameplay. Le jeu resta en phase de "bêta ouverte" pendant 2 ans (depuis le 25 février 2014) et est maintenant fermé depuis le 26 octobre 2016.